# Giovanni Fercioni
Giovanni Tranquillo Fercioni (1886 – 23 dicembre 1961) è stato uno stilista italiano.

## Biografia
Sarto milanese d’Alta Moda, apre il proprio atelier nel 1910. 
Figlio di un funzionario di Casa Savoia, impiegato nella tenuta di San Rossore, durante l’infanzia subisce il fascino degli abiti che i reali e i loro ospiti indossano durante le battute di caccia.
Nei primi anni del Novecento lavora in una sartoria milanese indirizzando il proprio estro alla realizzazione di frac e smoking. 
Quando si mette in proprio si specializza inizialmente nella confezione di abbigliamento maschile ma poi, spinto da Renato Simoni, giornalista del «Corriere della sera», commediografo, regista e critico teatrale – che gli procura anche le prime clienti –, si converte all’alta moda femminile, creando abiti da sposa e per la sera, che presenta nel 1952 a New York, a fianco delle nuove generazioni di creatori della moda italiana.
Dopo la sua morte, i figli Aldo e Ruggero portano avanti l’attività fino al 1973.